# Mark Knopfler
Mark Freuder Knopfler OBE (n. 12 august 1949, Glasgow, Scoția) este un solist, chitarist, compozitor și producator muzical britanic.

## Activitate muzicală
Knopfler este cunoscut ca vocalistul, chitaristul și compozitorul formației rock britanice Dire Straits, pe care a fondat-o în 1977 alături de fratele său David. După ce Dire Straits s-a destrămat în 1995, Mark și-a continuat cariera ca artist solo. Ocazional, Knopfler a cântat în alte grupuri cum ar fi The Notting Hillbillies, fiind de asemenea invitat pe albumele unor artiști ca The Dandy Warhols, Bob Dylan, Bryan Ferry, Eric Clapton, Jeff Healy, John Fogerty, Jools Holland, Steely Dan, Emmylou Harris, Sonny Landreth, Phil Lynott și Chet Atkins. A produs albumele unor artiști precum Tina Turner, Randy Newman și Bob Dylan. De asemenea a compus muzica și pentru câteva filme ca: Metroland, Local Hero, Cal, Last Exit to Brooklyn, Wag The Dog și pentru The Princess Bride, în regia lui Rob Reiner.

## Ranking
Knopfler se află pe locul 44 în lista "Celor mai buni 100 de chitariști ai tuturor timpurilor" publicată de revista "Rolling Stone". Mark Knopfler și Dire Straits au vândut în total peste 120 de milioane de albume.

### You Tube
- Mark Knopfler Live in Glasgow - Get Lucky Tour - Full Concert [Official Record]
- Eric Clapton & Dire Straits - Philadelphia, 7th September 1988 - Full concert is on Mark Knopfler Selected Works - DVD 1